# A Haunting
A Haunting é um docudrama americano paranormal, que retrata relatos de testemunhas oculares de possessão, exorcismo, e encontros fantasmagóricos, originalmente foi exibido entre 28 de outubro de 2005 e 9 de novembro de 2007 no Canal Discovery Channel. Os episódios incluem narrações e encenações dramáticas com base em vários relatos de encontros paranormais e experiências. Estreando em 2005, o programa produziu quatro temporadas e totalizou 39 episódios.
No final de março de 2010, a Rede Record adquiriu os direitos de exibição da série que foi exibida dentro do Domingo Espetacular, programa dominical da emissora.
Em 2012, o documentário voltou com a 5ª temporada, transmitida pelo canal Destination America. A sétima temporada começou a ser apresentada no dia 1 de agosto de 2014.
Em 2019 foi exibida pelo canal analógico da Claro, onde eram exibidos um episódio por semana, sendo repetidos a semana inteira e somente um novo episódio era exibido toda segunda-feira. Saiu do ar após o fim das transmissões analógicas deste canal.